# Antoine Mercier
Antoine Mercier (París, 3 de octubre de 1977) es un deportista francés que compitió en esgrima, especialista en la modalidad de florete.
Ganó dos medallas en el Campeonato Europeo de Esgrima, oro en 2003 y plata en 1999.

## Palmarés internacional
| Campeonato Europeo | Campeonato Europeo | Campeonato Europeo | Campeonato Europeo  |
| Año                | Lugar              | Medalla            | Prueba              |
| ------------------ | ------------------ | ------------------ | ------------------- |
| 1999               | Bolzano (Italia)   | Medalla de plata   | Florete por equipos |
| 2003               | Bourges (Francia)  | Medalla de oro     | Florete por equipos |